# Sinan Antoon
Sinan Antoon (1967) (en árabe: سنان أنطون‎: سنان أنطون), es un poeta, novelista, académico y profesor de la Gallatin School of Individualized Study de la universidad de Nueva York. Apareció en la película documental About Baghdad (2003), que también codirigió.

## Trayectoria
Antoon nació en 1967 en Bagdad, hijo de padre iraquí y madre estadounidense. En 1990 se licenció en arte en la universidad de Bagdad. En 1991, tras el estallido de la Guerra del Golfo abandonó Irak y se estableció en Estados Unidos. En 1995 terminó de cursar Estudios Árabes en la universidad de Georgetown. En 2006, recibe se doctora en árabe y estudios islámicos por la universidad de Harvard.
Antoon es autor de varias obras, y ha colaborado con The Nation, Middle East Report, Al-Ahram Weekly, Banipal, Journal of Palestine Studies, The Massachusetts Review, World Literature Today, Ploughshares, Washington Square Journal, y The New York Times. También es cofundador y coeditor de la revista en línea Jadaliyya.

## Honores y premios
- 2013:Ya Maryam (Ave Maria) finalista del International Prize of Arabic Fiction en 2013[5]
- 2013: Berlín Prize en la American Academy de Berlín[6]
- 2012: National Translation Award por su traducción de In the Presence of Absence, otorgado por la American Literary Translators Association[7]

## Trabajos
Libros
- The Poetics of the Obscene: Ibn al-Hajjaj and Sukhf, Palgrave-Macmillan, 2013[3]
- Ya Maryam (Ave Maria), Beirut: Dar al-Jamal, 2012,[3] publicado en castellano como Fragmentos de Bagdad, Editorial Turner, 2014. ISBN 978-84-16142-37-8[8]
- The Baghdad Blues, Harbor Mountain Press, 2007, ISBN 9780978600945[3]
- I'jaam: An Iraqi Rhapsody. City Lights Books. 2007. ISBN 978-0-87286-457-3.[9]
- The Corpse Washer. Yale University Press. 30 de julio de 2013. ISBN 978-0-300-19505-7.

Películas
- About Baghdad[10]

## Para saber más
- Iğsız, Aslii. "Conversation with Sinan Antoon: Poet and Novelist." University of Arizona Poetry Center.